# Neubourger Molen
De Neubourger Molen, ook wel Molen van Roex genoemd naar de eigenaar, is een middenslagmolen gelegen aan de rand van Gulpen. De naam Neubourger Molen is afgeleid van het in de nabijheid gelegen kasteel Neubourg. Het waterrad krijgt zijn water via een molentak van het snelstromend riviertje de Gulp. Stroomopwaarts lag de Groenendalsmolen bij Pesaken/Billinghuizen en stroomafwaarts lag de Veldmolen in Gulpen.

## Historie
De geschiedenis van de molen gaat terug tot 1712 toen de molen met goedkeuring van de heer van Neubourg en Gulpen werd gebouwd als papiermolen door Cornelis Hollman uit Maastricht, een afstammeling uit een Duitse familie van papierfabrikanten. Er werden, met een onderbreking van 1809-1816, tot 1840 lompen vermalen en van de pulp werd handmatig papier geschept. In 1845 werd de molen gekocht door de toenmalige kasteelheer van Neubourg, graaf Oscar Franz Michiel Marchant d’Ansembourg. In 1853 kreeg de graaf toestemming van de provincie om de molen te verbouwen van papiermolen tot graanmolen. Het malen van graan werd tot dan gedaan in de oude Neubourger molen gelegen bij het kasteel. Nadat de ombouw tot graanmolen klaar was werd het malen van graan verplaatst naar deze molen en werd de molen bij het kasteel gesloopt. De omgebouwde molen had een houten waterrad met een middellijn van 5,12 m en een breedte van 1,54 m. In 1885 werd dit rad vervangen door een rad met een middellijn van 1,64 m en een breedte van 1,36 m. In 1905 werd de molen door brand verwoest, het waterrad bleef echter gespaard. In 1907 werd de molen gemoderniseerd en werd een turbine met een ijzeren gangwerk in gebruik genomen en in 1930 werd er nog een elektromotor bijgeplaatst die werd gebruikt als de waterkracht van de Gulp te wensen overliet. In 1952 werd de molen verkocht aan de gebroeders Roex, waarvan de voorvaderen reeds meer dan een eeuw als pachters de molen bedreven.

## Restauratie
In 1985/86 werd de molen gerestaureerd waarbij de in 1905 geplaatste turbineaandrijving werd vervangen door een oorspronkelijk waterrad met een middellijn van 7,14 m en een breedte van 1,20 m. Er is een generator van 9 kW aangesloten voor stroomopwekking.

## Trivia
De hoeveelheid water naar de molen wordt geregeld door een 300 meter stroomopwaarts gelegen stuw met vispassage en vistrap. Deze is aangelegd om voor met name aal en zalmforel het verval van 5 meter te kunnen overwinnen, zodat deze hun eitjes in de bovenloop (paaigebied) van de rivier kunnen afzetten.
Het molenhuis is tegenwoordig ingericht als restaurant en pannenkoekenhuis. Het door de molen gemalen graan wordt verwerkt in het restaurant. De opgewekte elektriciteit is ook bestemd voor het restaurant. Het surplus wordt terug geleverd aan het elektriciteitsnet.
Het gebouw is een rijksmonument.

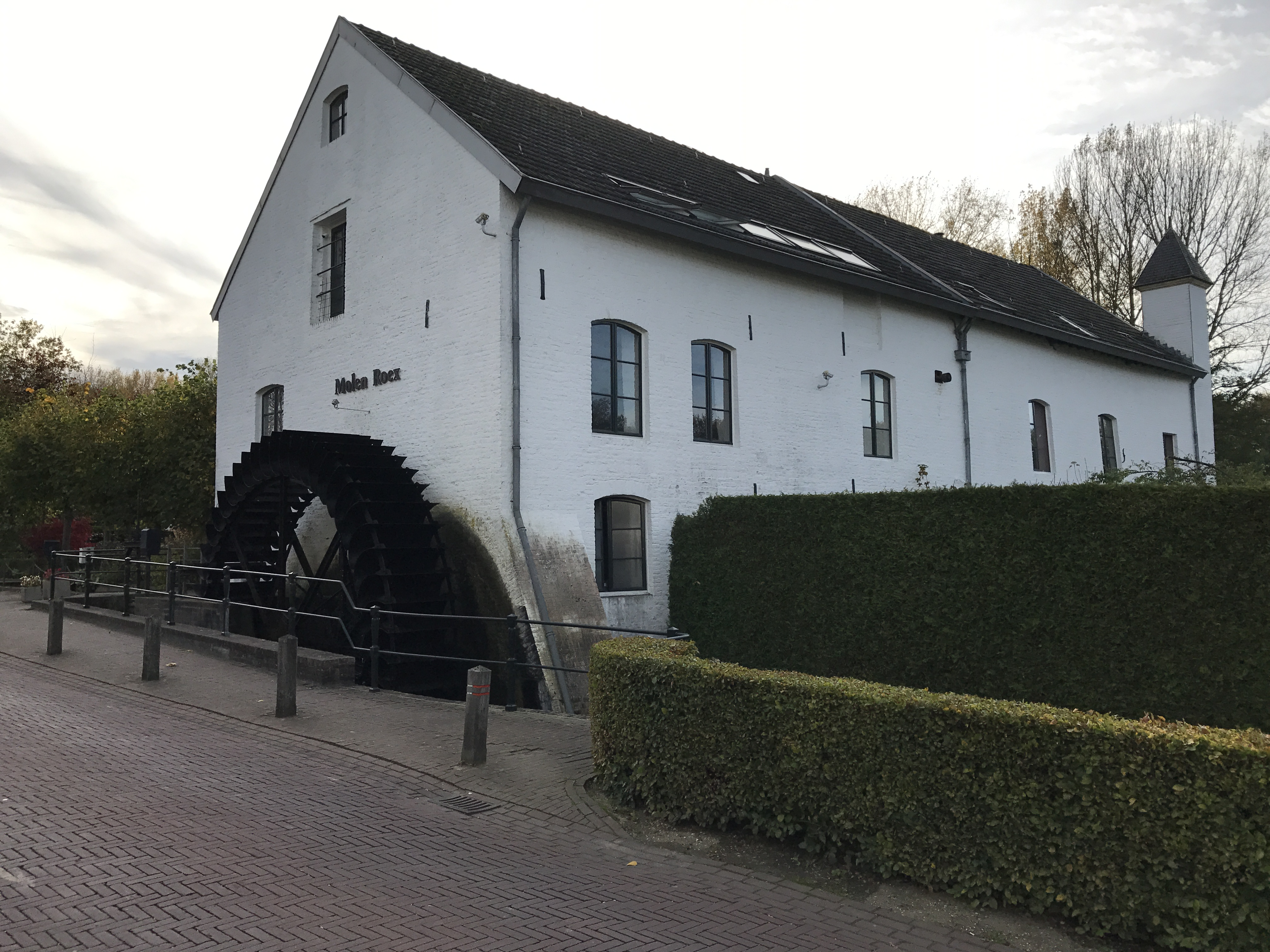
Molen plus restaurant
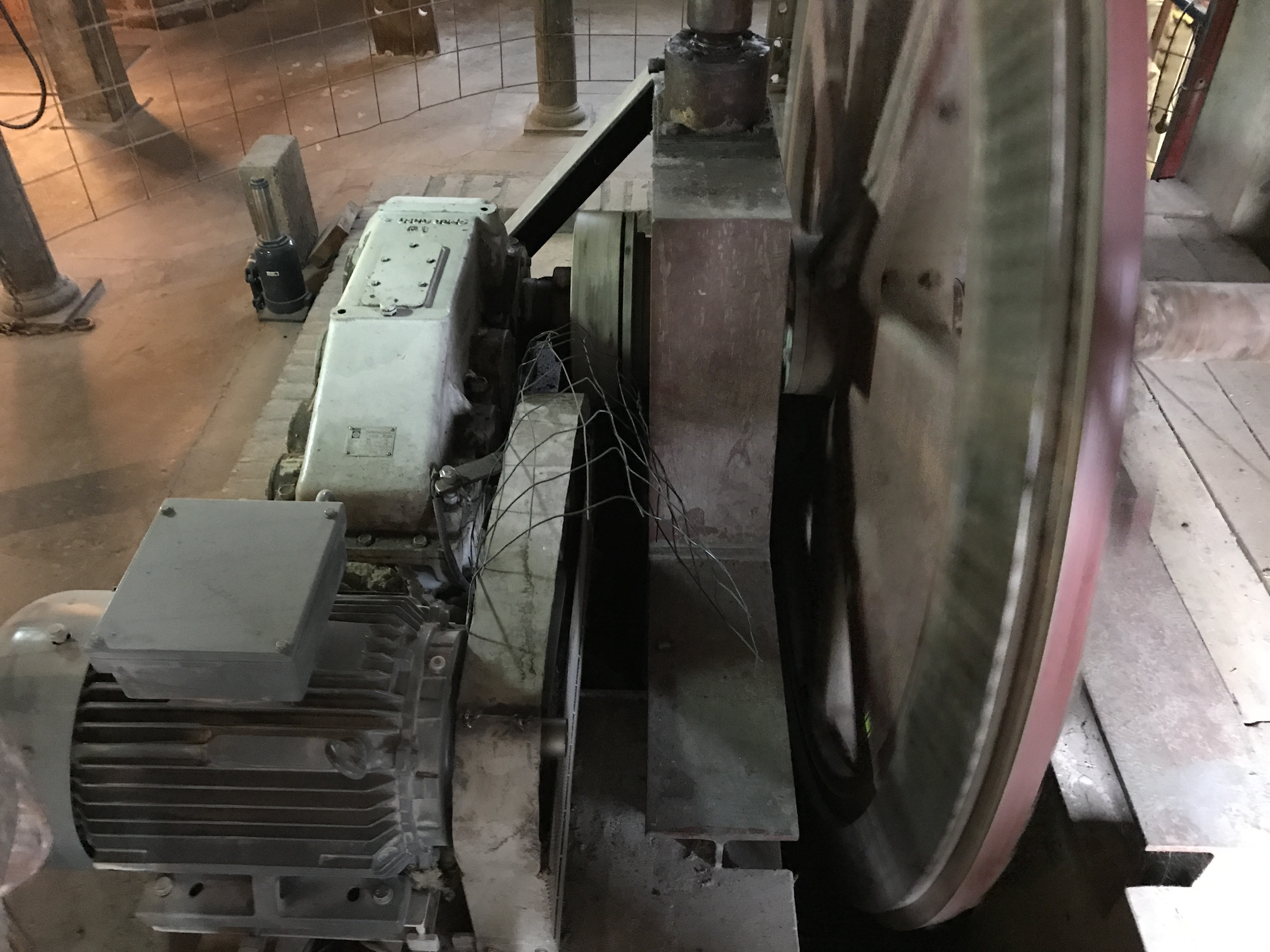
Generatorset
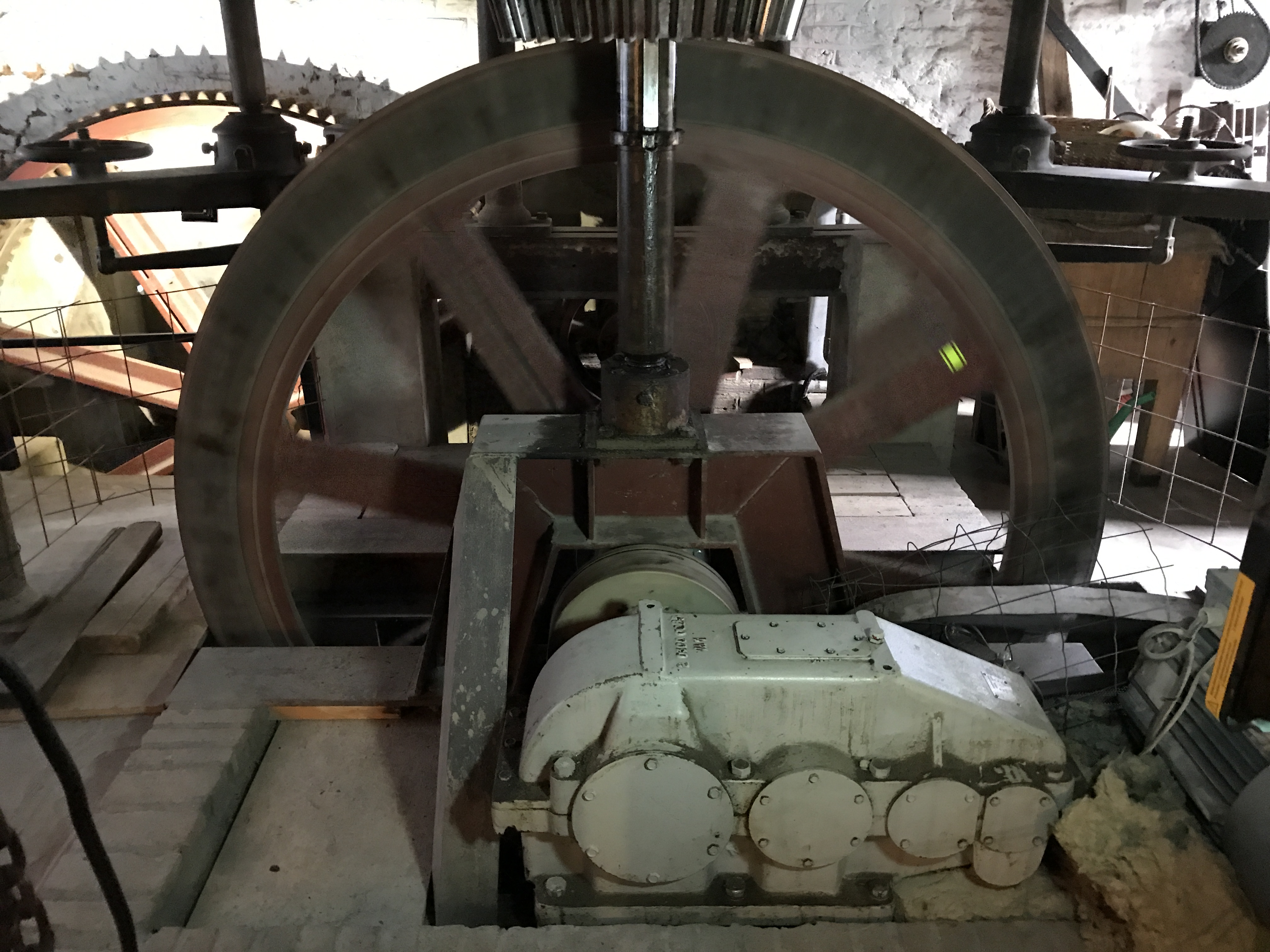
Generatorset voorkant
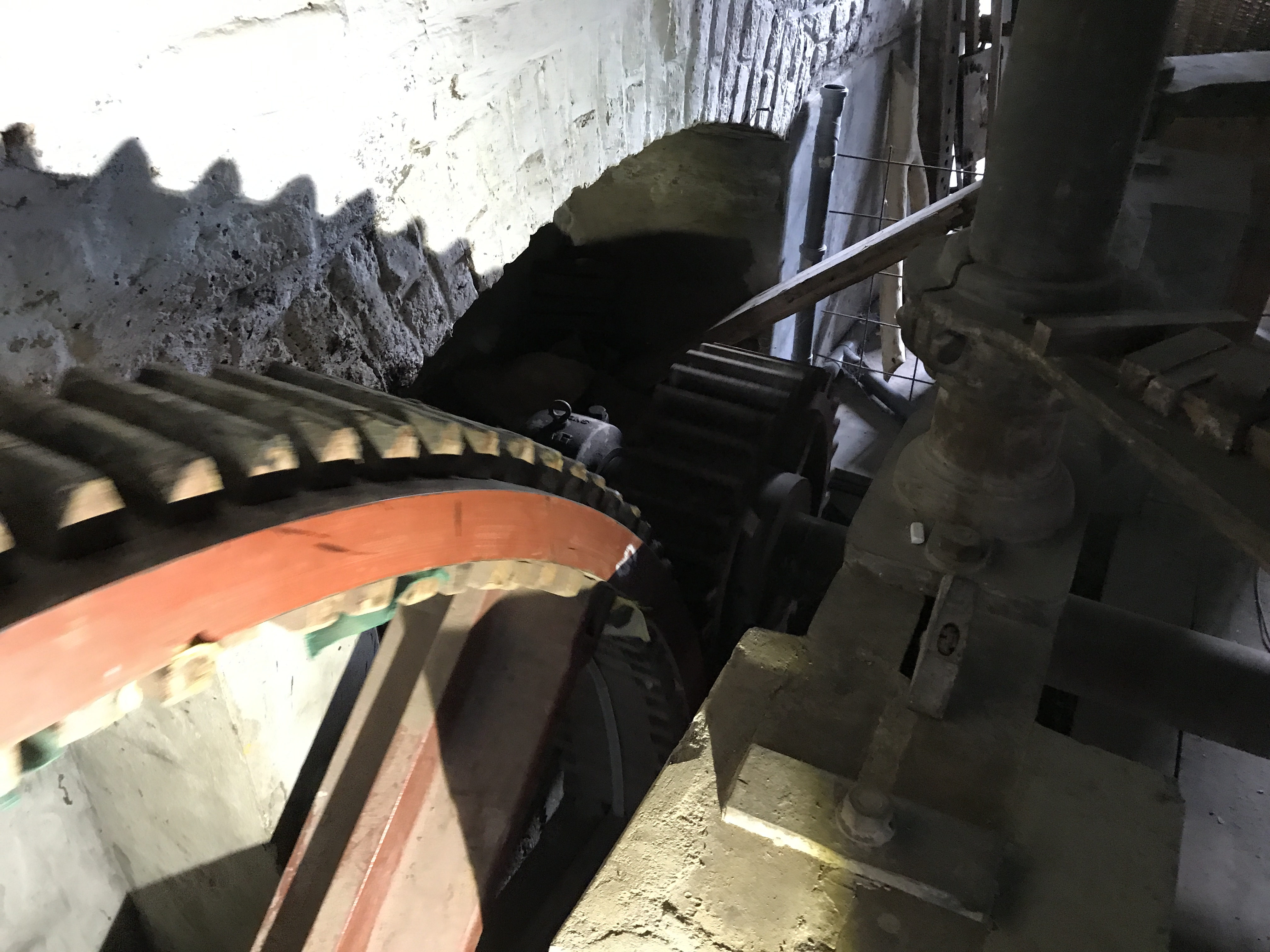
Overbrenging waterrad
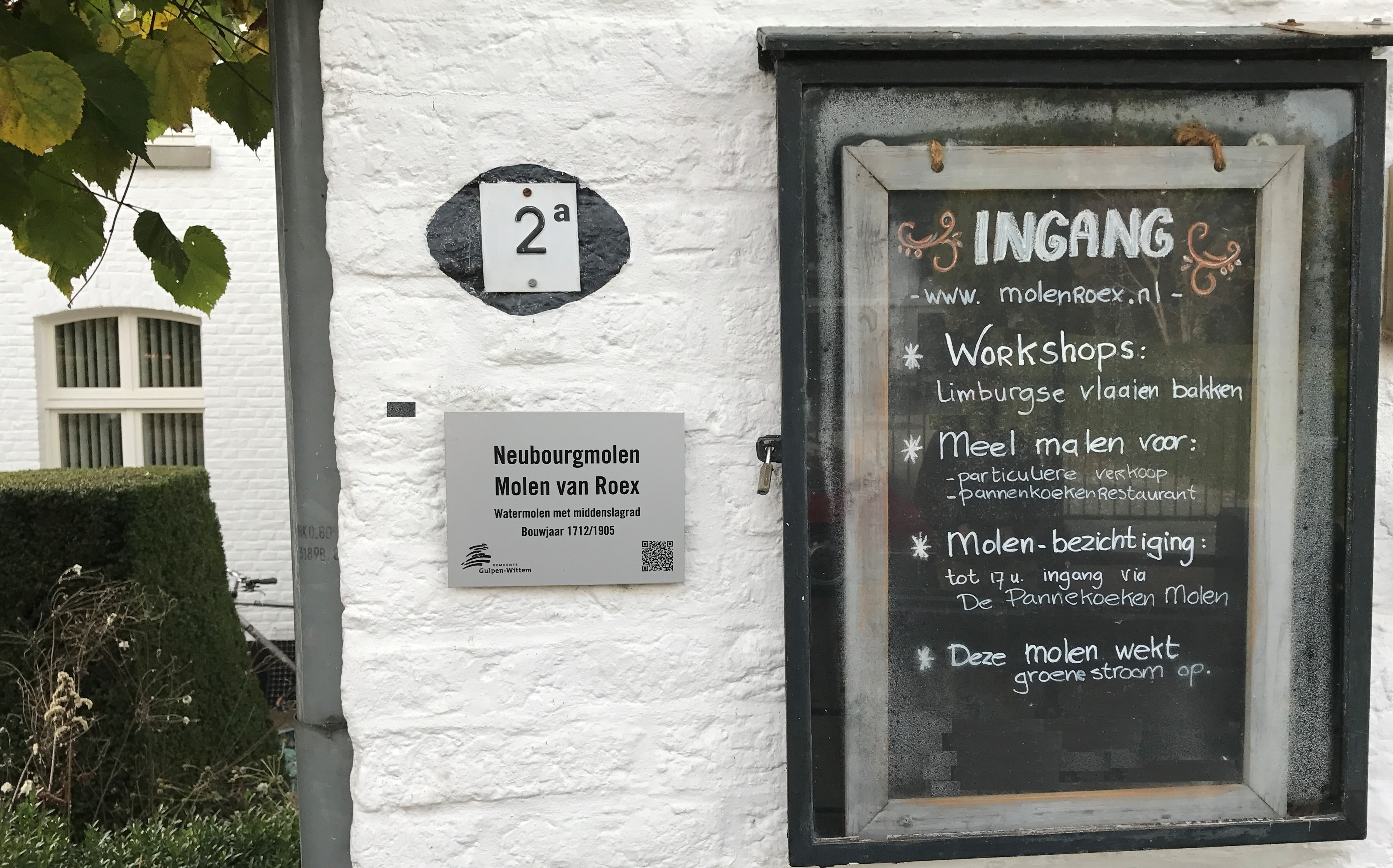
Bord naast ingang